# Aporophyla murciensis
Aporophyla murciensis là một loài bướm đêm trong họ Noctuidae.